# Milenko Kico Stamatovic
 Milenko "Kićo" Stamatović (Montenegrijns: Миленко "Кићо" Стаматовић) (Podgorica, 27 maart 1994) is een Montenegrijnse MMA-vechter. Hij vecht in de zwaargewichtklasse, met een lengte van 195 cm, een gewicht van 130 kg en een armspanwijdte van 200 cm. Hij is lid van de club Bushido Team Montenegro. Zijn professionele carrière kent een reeks overwinningen, zonder enige nederlaag.

## Belangrijke gevechten
- 30 maart 2024 - Winnaar van de wedstrijd tegen Josip Matković tijdens het FNC 15-evenement in Ljubljana. Hij won door een technische knock-out in de derde ronde.